# Cyril (Oklahoma)
Cyril és una ciutat dels Estats Units a l'estat d'Oklahoma. Segons el cens del 2000 tenia 1.168 habitants.

## Demografia
Segons el cens del 2000, Cyril tenia 1.168 habitants, 438 habitatges, i 307 famílies. La densitat de població era de 777,5 habitants per km².
Dels 438 habitatges en un 34,2% hi vivien nens de menys de 18 anys, en un 53,2% hi vivien parelles casades, en un 13,2% dones solteres, i en un 29,9% no eren unitats familiars. En el 28,3% dels habitatges hi vivien persones soles el 16% de les quals corresponia a persones de 65 anys o més que vivien soles. El nombre mitjà de persones vivint en cada habitatge era de 2,55 i el nombre mitjà de persones que vivien en cada família era de 3,14.
Per edats la població es repartia de la següent manera: un 29,4% tenia menys de 18 anys, un 6,8% entre 18 i 24, un 25,8% entre 25 i 44, un 17% de 45 a 60 i un 21,1% 65 anys o més.
L'edat mediana era de 35 anys. Per cada 100 dones de 18 o més anys hi havia 76,7 homes.
La renda mediana per habitatge era de 27.772 $ i la renda mediana per família de 33.750 $. Els homes tenien una renda mediana de 29.500 $ mentre que les dones 16.563 $. La renda per capita de la població era de 14.227 $. Entorn del 16,6% de les famílies i el 20,5% de la població estaven per davall del llindar de pobresa.

## Poblacions més properes
El següent diagrama mostra les poblacions més properes.